# Östermalmsstationen

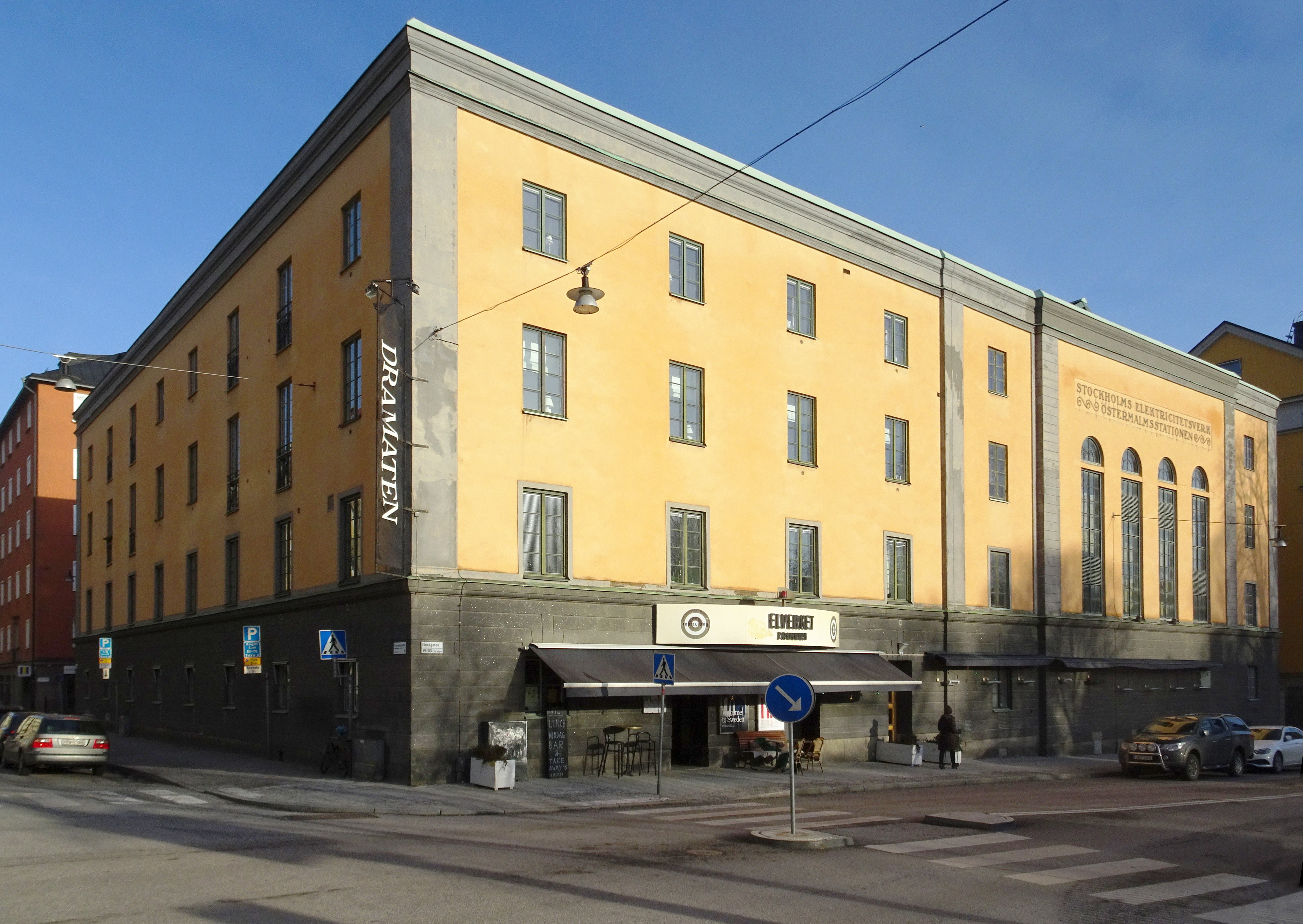
Östermalmsstationen 2021.

Östermalmsstationen är en tidigare transformatorstation belägen i kvarteret Harpan vid Linnégatan 69 i stadsdelen Östermalm  i Stockholm. Stationen uppfördes åren 1923 till 1925 av Kreuger & Toll efter ritningar av arkitekt Gustaf de Frumerie för dåvarande Stockholms Gas- och Elektricitetsverk. Byggnaden är grönmärkt av Stadsmuseet i Stockholm, och bedöms vara "särskilt värdefulla från historisk, kulturhistorisk, miljömässig eller konstnärlig synpunkt".
Sedan 1997 fungerar byggnaden efter ombyggnader som den externa scenen Elverket för Dramaten; från sommaren 2021 i samregi med  Dansens hus.

## Historik

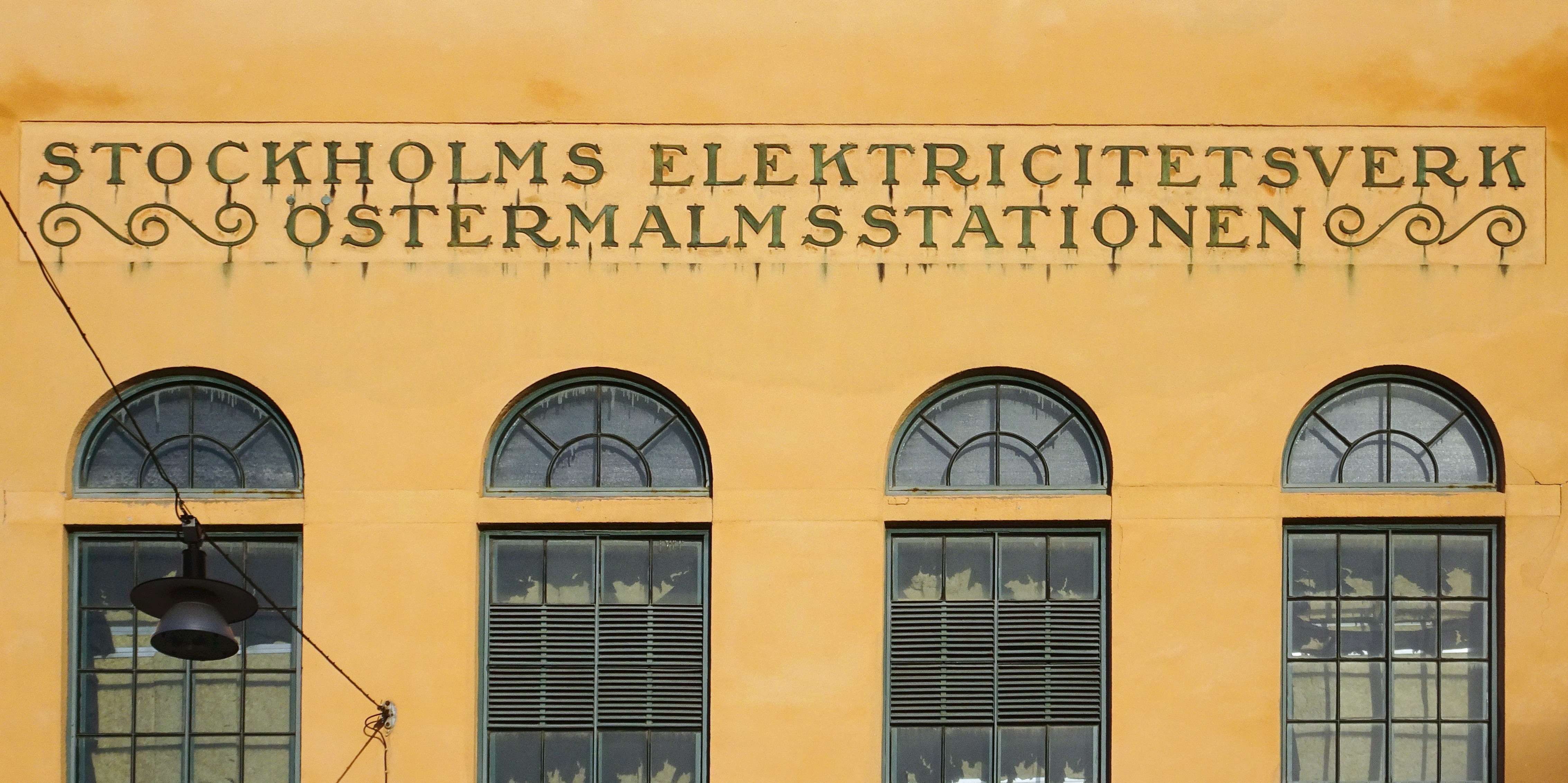
"Stockholms Elektricitetsverk"

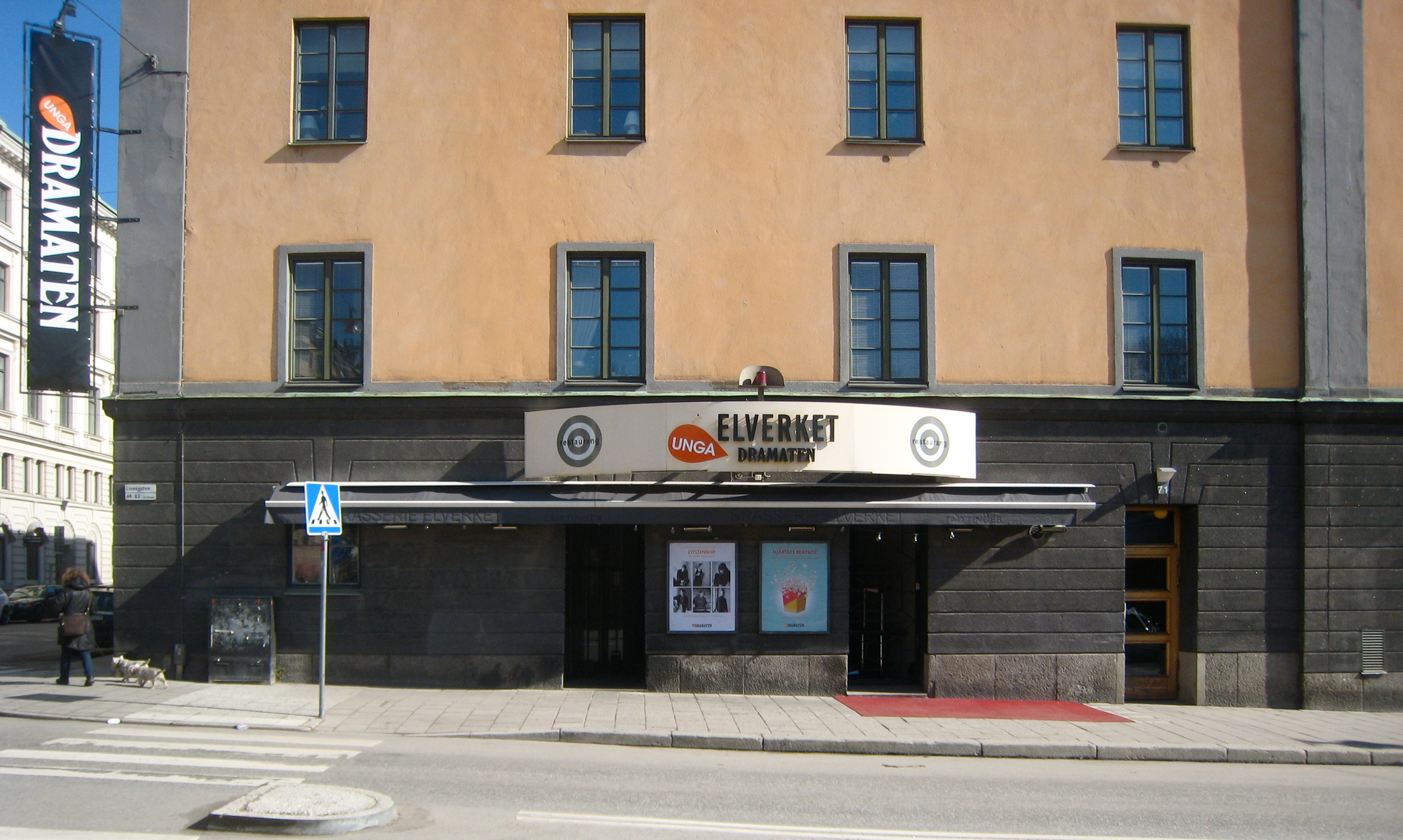
Teaterscenen Elverket

Efter första världskriget ökade elförbrukningen i Stockholm kraftig och i början av 1920-talet bestämde  Värtaelverkets ledning att låta bygga ut sin anläggningen i Hjorthagen. Samtidigt begärde man anslag för bygget av  två nya understationer som skulle trygga elförsörjningen på Östermalm och västra Södermalm. 
Östermalmsstationen vid Linnégatan 69 invigdes senhösten 1925 och Högalidsstationen vid Krukmakargatan 33 året därpå. Båda stationer ritades av elektricitetsverkets egen arkitekt, Gustaf de Frumerie, som gav dem stora, kraftfulla byggnadsvolymer med släta, putsade fasader och inslag av Nordisk klassicism. Den stora transformatorhallen fick sin belysning med dagsljus dels genom fyra höga, välvda fönster och dels genom en taklanternin. Lanterninen fungerade även som luftinsläpp och kylning av maskinerna sommartid. Östermalmsstationen var den sista av Stockholms understationer som avvecklade likströmmen, vilket skedde så sent som 1973. Medan Östermalmsstationen finns kvar revs Högalidsstationen i början av 1980-talet för att ge plats åt bostadsbebyggelse.

## Scenen Elverket
År 1997 invigdes efter ombyggnader Dramatens externa scen Elverket i byggnaden tillsammans med teaterrestaurangen Brasserie Elverket. Åren 2009–2014 var den en flexibel och delbar hemmascen för Unga Dramatens verksamhet, därefter en scen för Dramatens sedvanliga blandade repertoar. Från sommaren 2021 drivs scenen som experimentscen för modern dans och teater av Dansens hus och Dramaten.